# Die Uhr schlägt eins
Die Uhr schlägt eins ist ein Theaterstück Carl Zuckmayers aus dem Jahr 1961. Der Untertitel lautet: Ein historisches Drama aus der Gegenwart. Die Uraufführung war am 14. Oktober 1961 im Wiener Burgtheater. Regisseur war Heinz Hilpert, die Rolle des Gerhard spielte Ernst Anders, die von Jörg Holtermann Heinz Moog und von Gudula Paula Wessely.

## Inhalt
Das Stück ist in neun Szenen gegliedert. Die Zeit der Handlung sind die Jahre 1953 und 1954 in Deutschland (amerikanische Besatzungszone), in Französisch-Indochina und in einem französischen Militärkrankenhaus.
Die erste Szene beginnt mit einer Feier zum vierzigsten Geburtstag von Gudula, der Frau des erfolgreichen Fabrikanten Jörg Holtermann. Dieser schenkt ihr ein Porsche-Cabriolet. Das Paar hat zwei Kinder: den 18-jährigen Gerhard und die 21-jährige Isabel. Gerhard ist seit zwei Tagen abwesend, was Gudula beunruhigt. Als dieser doch noch eintrifft und ihr ein teures Schmuckstück mit neun Amethysten überreicht, das schon früher einmal in ihrem Besitz war, endet die Szene im Streit, denn Gerhard erklärt zwar, es selbst bezahlt zu haben, schweigt aber darüber, woher das Geld stammt.
Die zweite Szene spielt im Hauptquartier einer „Goldene Horde“ genannten Bande, die Überfälle mit militärischer Präzision durchführt. Es liegt im Kellergewölbe eines amerikanischen Tanzlokals und steht unter dem Schutz eines amerikanischen Manager-Sergeants. Privatdozent Dr. Flühvogel, ein Freund der Familie, trifft sich hier mit seinem alten Kriegskameraden, dem Bandenchef Turo von Heydenkamp. Dieser hat ihn um die Beschaffung einer seltenen Klassikerausgabe gebeten, bald kommt aber die Rede auf Gerhard, der Mitglied in Turos Bande ist. Flühvogel will Turo zuerst überreden, Gerhard freizugeben. Als dies nichts nützt, beginnt Flühvogel offen zu drohen, Turo auffliegen zu lassen. Turo lässt sich nicht beeindrucken, sondern erinnert Flühvogel an dessen SS-Vergangenheit. Nach dem erzwungenen Abgang Flühvogels instruiert er seine Bandenmitglieder über eine neue Aktion, bei der Gerhard erstmals das Kommando übernehmen soll.
In der dritten Szene sucht Gudula das Hauptquartier auf und versucht Turo ebenfalls zu bewegen, Gerhard freizugeben. Turo will nicht darauf eingehen, bietet ihr aber ein weiteres Treffen im Parkhotel an, wo er seinen Wohnsitz hat.
Die vierte Szene spielt im modern eingerichteten Studio Holtermanns: Jörg Holtermann steht kurz vor einer Geschäftsreise nach Paris, bei der ihn Gudula begleiten soll. Zuvor spricht das Ehepaar über den Heiratsantrag Dr. Flühvogels für Isabel. Diese wird herbeigerufen, nimmt aber den Antrag nicht ernst. Daraus entwickelt sich jedoch ein Gespräch, in dem sie erfährt, nicht die leibliche Tochter von Jörg Holtermann zu sein, sondern von Gudulas erstem Ehemann, einem zu Beginn des Dritten Reiches umgekommenen jüdischen Komponisten. Um ihr Kind zu schützen, musste die Mutter die Vaterschaft geheim halten. Nun kommt auch Gerhard hinzu. Isabel, der das alles zu viel wird, verlässt die Szene mit der Ankündigung, Dr. Flühvogel zu heiraten, nur damit sie hier herauskomme. Im folgenden Gespräch erfährt Gerhard, dass seine Mutter nicht nur über seine kriminelle Karriere informiert ist, sondern auch im Hauptquartier der Bande war. Dies veranlasst ihn seinerseits zum Bruch mit der Familie. In einem folgenden Gespräch kommt es zwischen dem Ehepaar zu einer tiefergehenden Aussprache. Für die Motive seines Sohnes bringt Jörg Holtermann allerdings kein Verständnis auf. Gudula beschließt das Angebot Turos zu einem weiteren Treffen anzunehmen.
Die fünfte Szene spielt im Salon eines Hotelappartements. Gudula informiert Turo über die neue Situation. Dieser erzählt auf Nachfrage von den Umständen, die ihn zum Kriminellen machten, so die Ermordung seiner Eltern in Lettland 1922, seine Flucht und der dadurch motivierte Einsatz als Befehlshaber einer Spezialeinheit an der Ostfront. Gudula erzählt von ihrem ersten Mann, der von den Nationalsozialisten im März 1933 halbtot geschlagen wurde und dem sie auf dessen Verlangen Sterbehilfe leistete. Das Letztere belastet sie noch heute. Danach klärt sich, dass das Geschenk Gerhards, der Amethystschmuck, den sie auch jetzt trägt, ursprünglich ein Geschenk ihres ersten Mannes war. Am Ende sagt Turo schließlich zu, ihren Sohn freizugeben.
Die sechste Szene beginnt frühmorgens auf einer Brücke über eine Autobahn. Gerhard und der jüdische Bandenkollege Gokel Hershman warten auf die schon in der zweiten Szene vorbereitete Übergabe von Waren. Gokel, der sich schon zuvor von Flühvogel fragen lassen musste, warum er als überlebender Jude für einen solchen Chef arbeitet, stellt nun Gerhard die Frage nach dessen Motivation. Gerhard weicht der Frage aus, wie der ähnlichen von Turo am Ende der zweiten Szene. Die Situation entwickelt sich unvorhergesehen: Die Aktion ist an die Polizei verraten worden und so kommt es zu einer Schießerei, bei der Gokel einen tödlichen Lungenschuss erleidet. Turo und seine Leute kommen zu spät und müssen ihn zurücklassen.
Zu Beginn der siebten Szene erhält Jörg Holtermann während der Vorbereitungen für den Abflug nach Paris einen Anruf aus dem Polizeipräsidium: Es gab einen Bandenkampf mit der Polizei und er soll nun helfen, eine Leiche zu identifizieren. Gudula, die aufgrund der Zusage von Turo dachte, es könne nun nichts mehr geschehen, wird von Holtermanns Sekretärin Gisela informiert. Das Einzige, was Gisela mit Sicherheit sagen kann, ist, dass Gerhard überlebt hat. Dr. Flühvogel, der gleich danach erregt und völlig verstört eintrifft, hat mehr Informationen: Er sei von Turo aus Straßburg angerufen worden, und dieser sagte, dass er und Gerhard über die französische Grenze entkommen seien. Da bei dem Schusswechsel ein Polizist starb, gebe es auch für Gerhard kein Zurück mehr und sie würden sich beide der französischen Fremdenlegion anschließen. Der Zwischenfall gehe auf ihn, Flühvogel, zurück, da er ein Bandenmitglied, das in die sowjetische Besatzungszone wechseln wollte, zuvor angestiftet hatte, Turo aufgrund von dessen Vergangenheit anzuzeigen. Allerdings sei dabei auch die ganze Bande aufgeflogen, was er so nicht beabsichtigt hatte. Gudula, die bereits nach dem Krieg einige Zeit in einer Nervenheilanstalt verbringen musste, erleidet einen schweren Rückfall und rast mit ihrem Porsche-Cabriolet in den Tod.
Die achte Szene spielt im Hinterzimmer eines Etablissements in Hanoi, Französisch-Indochina. Die Truppe, der Turo und Gerhard angehören, hat Fronturlaub. Turo, hier Baron genannt und nach wie vor von einigen Mitgliedern seiner wesentlich jüngeren Mannschaft umgeben, zeichnet sich auch in diesem neuen Krieg aus. Gerhard leidet allerdings an einer Tropenkrankheit und ist zunehmend überfordert. Als sein Vorgesetzter Caporal Schnebli das einheimische Animiermädchen Shing, in das sich Gerhard verliebt hat, vergewaltigen will, erschießt Gerhard ihn und flieht mit dem Mädchen.
In der neunten und letzten Szene liegt Gerhard im Krankenhaus einer französischen Garnison. Es ist ein Uhr nachts, als ein französischer Gerichtsoffizier Jörg Holtermann, der seinen Sohn ein letztes Mal besucht, über das Wichtigste informiert: Gerhard floh zu einem Außenposten der Việt Minh, der allerdings bald darauf überrannt wurde. Mord an einem Vorgesetzten und Desertion zum Feind sind ein doppeltes Verbrechen und lediglich die Tatsachen, dass er an einer gefährlichen Infektionskrankheit litt und seine Truppe kurz vor der Verladung stand, bewirkten, dass er nicht an Ort und Stelle standrechtlich erschossen wurde. Nun aber, nach einem Prozess, soll die Hinrichtung in einigen Stunden erfolgen. Der Angeklagte habe von sich aus auf eine Rechtfertigung verzichtet. Nachdem der Offizier abgegangen ist, erklärt Schwester Ambrosia, die mit der Pflege beauftragt ist, dass die Krankheit so weit fortgeschritten ist, dass der Patient nur noch durch starke Medikamente am Leben erhalten wird – ansonsten würde er noch vor Morgengrauen sterben. Es kommt zu einer letzten Aussprache zwischen Vater und Sohn. Holtermann macht sich heftige Vorwürfe, als Vater versagt zu haben, aber Gerhard weist das entschieden zurück und übernimmt die volle Verantwortung für sein Handeln. Nachdem sich Holtermann der Verschwiegenheit von Schwester Ambrosia versichert hat, gibt er Gerhard, um ihm die Exekution zu ersparen, eine tödliche Injektion. Nach dem Abgang Holtermanns stirbt Gerhard in den Armen der Krankenschwester.

## Entstehung und Hintergrund
Zuckmayer erzählte vor der Erstaufführung in einem Interview mit Heinz Rosenthal, dass er die ersten Ideen bereits 1953, also zur Zeit der Handlung, hatte. Es war eine Zeit, in der sich wieder scheinbar Normalität einstellte, obwohl vieles unbewältigt blieb. Das Stück sei adventistisch: „Die Geisterstunde ist noch lange nicht vorüber, ein neuer Tag noch nicht angebrochen.“ Das Grundthema sei der Widerspruch zwischen der Fremdbestimmung des Menschen, seinem Ausgeliefertsein, und der gleichzeitig bestehenden Verantwortung sich selbst gegenüber. Die Handlung sei zwar frei erfunden, aber der Untertitel „Ein historisches Drama aus der Gegenwart“ bedeute, dass das Thema „aus dem Leben unserer unmittelbaren Umgebung genommen“ sei, „aus der Welt, in der wir, ob vor zehn Jahren oder heute oder übermorgen, alle stehen“.

## Kritik
Das Stück kam in der Kritik noch schlechter weg als das vorherige Drama Das kalte Licht: Peter Weiser ortete anlässlich der Uraufführung in Wien eine unfreiwillige Selbstenthüllung: „Ein Deutscher, der fassungslos ist, dass sein Volk mit Erfolg die Vergangenheit zu bewältigen sucht, ohne die Vergangenheit bewältigt zu haben. Ein Emigrant, der fassungslos ist, dass das jüdische Volk, das ein so wichtiger Teil der deutschen Nation war, nur noch als Schatten oder als Erinnerung oder als nicht mehr einzuordnendes Relikt in ihr spukt.“
In der Arbeiterzeitung mutmaßte der Kritiker Fritz Walden, dass Zuckmayer entweder eine Darstellung von Modellfällen missglückt sei oder er mit dieser „Kolportage“ eine Annäherung an Jean Genet und Jean-Paul Sartre suchte, „ohne aber […] deren raffinierte Diktion zu beherrschen“. Allerdings habe das Publikum dem anwesenden Autor brausend applaudiert.

## Inszenierungen
- Erstaufführung war am Wiener Burgtheater mit Regisseur Heinz Hilpert. Ernst Anders spielte die Rolle des Gerhard, Paula Wessely  die Doppelrolle von Gudula und Schwester Ambrosia, Heinz Moog die des Jörg Holtermann, Ernst Anders des Dr. Flühvogel, Peter Mosbacher des Turo von Heydenkamp und Otto Schmöle des Caporal Schnebli.[5]

## Hörspielbearbeitung
- Das Hörspiel Die Uhr schlägt eins. Ein historisches Drama aus der Gegenwart des Bayerischen Rundfunks stammt aus dem Jahr  1962, Erstsendung war am 19. Juni 1962. Regisseur: Heinz-Günter Stamm, Textliche Bearbeitung: Hermann Friedrich Dollinger, Musik: Heinz Brüning. Jürg Holtermann wird von Hans Nielsen gesprochen, Gudula von Hilde Krahl, Gerhard von Thomas Braut, Isabel von Helga Zeckra, Dr. Flühvogel von Herbert Fleischmann, Gerlind Goosevich (Sekretärin) von Gisela Zoch, Turo von Heydenkamp von Martin Benrath, Wärrschoweit von Ernstwalter Mitulski, Schweißfuchs von Horst Sachtleben und Gokel Hershman von Hans Clarin.[6]

## Ausgaben
- Carl Zuckmayer: Die Uhr schlägt eins. Ein historisches Drama aus der Gegenwart. S. Fischer Verlag, Frankfurt am Main 1961.
- Carl Zuckmayer: Die Uhr schlägt eins. Ein historisches Drama aus der Gegenwart. In: Das kalte Licht. Theaterstücke. 2. Auflage, Fischer Taschenbuch-Verlag, Frankfurt am Main 2003, S. 153–240, ISBN 3-596-12711-4.